# Бесна кобила
Бесна кобила је планина у југоисточној Србији, на развођу слива Јужне Мораве и слива Струме. Припада планинама Родопског масива. Највиши врх јој је 1.922 m., а остали високи врхови су Шупљи пад (1.862), Мусул (1.777), Мечит (1.587), Бела Вода и Модрика. Гребеном ове планине простирала се српско-бугарска граница у периоду између 1878. и 1919. године.

## Етимологија

### Легенда
У давна времена на ову планину богату сочним пашњацима, са својим стадима оваца, крава и коња, стигли су номади. Убрзо ро доласку они почињу да граде и своје колибе.
У том селу живела је и лепа девојка Феја. Али, Феја је била и дете ове природе. Снажна девојка и одличан јахач, ни у чему није заостајала за мушкарцима. Посебна страст било јој је јахање, готово се и није одвајала од своје кобиле.
Једног дана Фејину кобилу је ујео бесан пас. Она то није знала, али је видела да су ноздрве њене кобиле обливене крвавом реном. Пожурила је у село, где ће јој људи помоћи да травама спасе своју љубимицу, али је кобила нагло променила правац кретања и појурила ка планини. Наглим окретањем она је збацила Феју и наставила да јури све дубље у непроход. Феја је том приликом сломила ногу. Људи су је нашли онесвешћену, однели у очеву колибу и дуго, дуго лечили, али је Феја остала хрома. И, тако, по овом догађају — чувајући успомену на ову изузетну лепотицу и њену трагичну судбину, људи су ово село назвали Крива Феја, а планину Бесна кобила.

## Положај и пространство
Планина Бесна кобила, са својим највишим врхом од 1.922 m надморске висине, налази се у југоисточној Србији, а удаљена је 27 километара источно од Врања, на 90 км у правој линији од Ниша, исто толико од Скопља и Софије.
Ова планина припада родопском планинском масиву. Родопске планине пружају се источно и западно од Јужне Мораве. Поред Бесне кобиле, родопске планине обухватају и планине: Дукат, Варденик, Чемерник, Кукавицу, Јастребац и остале. Северно од Бесне кобиле простире се Варденик (1.874), Чемерник (1.638) и Оштрозуб (1.546), а јужно од Бесне кобиле се простире Дукат и Остроговске планине у Македонији.
Северним подножјем пролази пут који повезује Босилеград са долином Јужне Мораве. На јужној падини налази се рудник галенита.

## Геолошке и геоморфолошке карактеристике
Састављена је углавном од гранита, а има и оловних руда. Долине у подножју су под шумом, а виши делови су под пашњацима.

## Природне одлике
Бесна кобила спада у Родопске планине које представљају најстарији планински масив на Балканском полуострву. Највиши врх планине је Бесна кобила (1.922 метара), а остали значајни врхови су Шупљи пад (1.862), Мусул (1.777) и Мечит (1.587).

### Флора и фауна
Ова планина обилује биљним врстама, са преко 700 врста дрвенастих, жбунастих и зељастих биљака. Од биљних врста најзаступљеније је самоникло, лековито биље, попут кантариона, коприве, нане и маслачка, а када је реч о животињама, на Бесној кобили живе вук, дивља свиња, лисица.

### Клима
Средња годишња температура износи 4,5˚C. Најтоплије је у јулу, када просечна температура достиже свега 13,6˚C, док је најхладније у јануару са просечном температуром од -6,5˚C. Када је реч о падавинама, Бесна кобила прима између 900 и 1000 милиметара годишње у просеку. Највише кише падне у јуну, чак 117 милиметара, док је најсушнији месец октобар, са 35 милиметара падавина.

### Воде и водно земљиште
Најважнији ресурси на подручју Бесне кобиле су слив Јужне Мораве, Струме (као и њене притоке Драговиштице), термоминералне воде Врањске бање, Власинско и Лисинско језеро.
Слив Јужне Мораве представља најзначајнију речну мрежу на подручју Бесне кобиле. Јужна Морава тече у правцу југ-север у дужини од 295 километара, од македонске границе до ушћа у Велику Мораву. Она припада црноморском сливу, а површина њеног слива је 15.469 квадратних километара. Притоке Јужне Мораве у близини Бесне кобиле су Врањска река, Врла, Власина.
На територији општине Босилеград хидрографску мрежу чини река Драговиштица са својим притокама Бранковске, Љубатске и Лисинске реке. Сви водотокови са овог подручја усмерени су ка Струми односно Егејском мору, сем Божичке, Лисинске и Љубатске које се преко Лисинског језера усмеравају ка Власинском језеру.
На територији општине Врање хидрографску мрежу чине Јужна Морава, Бањштица, Корбевачка река, Вртогошка река, Ветерница, Коћурица, Врањска и Собинска река.
Термоминералне воде Врањске бање обухватају 11 геотермалних извора са протоком од 126 литара по секунди и температуре у распону од 94 до 110˚C. Врањска бања је најпознатија бања са хипертермалним водама, а спада јужноморавској бањској зони која поред ове бање, обухвата и Нишку, Бујановачку и Сијаринску бању.
Када је реч о језерима, на овом подручју се налазе језера Првонек, површине 100 хектара, и језеро Лисина, на подручју општине Босилеград.

## Минералне сировине
Бесна кобила је планина богата рудама. Од рудних налазишта најзначајније су оловне руде и гранит (олово, цинк, кадмијум, сребро, бакар). Познато је рудно налазиште Бесна кобила из кога се експлоатише руда кобалта, молибдена, бизмута и волфрама, као и олово-цинкана руда. Поред овог, на планини се налази и рудно налазиште Крива Феја које обилује рудом молибдена.

## Демографија
На Бесној кобили, као релативно високој српској планини, нема већих насеља и градова. Неколико села налази се на падинама и у подножју планине. То су Плоча, Мусуљ, Црни Врх, Крива Феја и друга. Према попису из 2002. године, у селима на Бесној кобили је живело негде око 1.030 становника. Данас је тај број, сходно великом тренду депопулације и миграција, много мањи. Ова села насељавају претежно старији људи, јер их млади људи све чешће напуштају и одлазе у низијске пределе и веће градове.

## Саобраћај
Према подацима републичког завода за статистику, општине Врање и Босилеград, као општине у којима је смештена планина, имале су укупно 20 километара магистралног, 265 километара регионалног, а 858 километара локалног пута. Од тога је савремени коловоз чинио 42% у општини Врање, односно 9,7% у општини Босилеград. Најважније саобраћајнице у близини Бесне кобиле су Е 75, који пролази 40 километара од планине, као и регионални путеви R 122 и R 239 који од Босилеграда воде ка бугарској и македонској граници.

## Туризам
Бесна кобила је 9 месеци годишње прекривена снегом, што је чини погодном за зимски туризам. Од 2010. године постоји планинарски дом, који се користи за смештај посетилаца. “Небески пут” је назив стазе која пролази преко пространих планинских пашњака на надморској висини од 1.800 метара и погодна је за планински бициклизам и шетњу. Постоје амбициозни планови за изградњу већег ски центра на планини и општина тражи стране инвеститоре за реализацију истих.
Општина Босилеград нема регистрованих смештајних капацитета. Општина Врање има нешто више од 700 регистрованих лежаја, од чега је око 200 приватни смештај. Хотелски смештај се може наћи искључиво у Врању и Врањској Бањи. На самој планини се налази планинарски дом са капацитетом од укупно 80 лежаја.

## Галерија
- Бесна кобила
- Бесна кобила
- Бесна кобила
- Бесна кобила 2014. године
- Бесна кобила у априлу.
- Бесна кобила у априлу.
- Планинарски дом на Бесној кобили, месец април.
- Бесна кобила у јуну.
- Бесна кобила у јуну.
- Бесна кобила виђена са планине Облик.